# 1579년
1579년은 율리우스력에서 목요일로 시작하는 평년이다.

## 연호
- 명(明) 만력(萬曆) 7년
- 일본(日本) 덴쇼(天正) 7년
- 후 레 왕조(後黎朝) 꽝흥(光興) 2년
- 막 왕조(莫朝) 지엔타인(延成) 2년

## 기년
- 류큐(琉球) 쇼에이왕(尚永王) 7년
- 명(明) 신종 만력제(神宗 萬曆帝) 7년
- 조선(朝鮮) 선조(宣祖) 12년
- 후 레 왕조(後黎朝) 세종(世宗) 7년
- 막 왕조(莫朝) 막머우헙(莫茂洽) 15년

## 사건
- 이반 뇌제가 미쳐서 아들을 부지깽이로 때려 반쯤 죽이고 며느리를 두들겨 패 유산시키다. 아들은 결국 3일뒤 숨지다

## 탄생
- 7월 30일 - 일본 에도 막부 2대 쇼군 도쿠가와 히데타다